# ドゥーグル・J.リンズィー
ドゥーグル・J.リンズィー（英語: Dhugal J. Lindsay、1971年 - ）は、オーストラリア出身の海洋生物学者、俳人。

## 人物・来歴
オーストラリア北東部のロックハンプトンに生まれる。クイーンズランド大学理学部・文学部卒。東京大学大学院農学生命科学研究科にて博士課程修了（農学博士）。専門はクラゲなどのゼラチン質の生物で、有人潜水船や無人探査機で各地の深海生物を調査。海洋研究開発機構（JAMSTEC）超先鋭研究開発部門主任研究員、「深海生物追跡ロボットシステムPICASSO」開発チームリーダー。横浜市立大学、北里大学で客員教授を務める。
また学部生時代の2001年に慶応義塾大学に1年間留学した際、ホームステイ先が俳人の須川洋子だったことから、須川の指導を受けて日本語で句作を開始。須川の主宰する芙蓉俳句会に所属して句作を続け、須川の師である加藤楸邨のほか金子兜太などの影響も受ける。2002年、第一句集『むつごろう』で第7回中新田俳句大賞を受賞。その後の句集に『出航』がある。俳人として雑誌、テレビ、ラジオなど各メディアへの露出のほか、国際俳人として日本語圏外での俳句紹介にも携わっている。
そして、講演会の講師なども行っている

## 著書
研究書・生物学書
- 潜水調査船が観た深海生物―深海生物研究の現在（共著、東海大学出版会、2008年）
- 深海（共著、晋遊舎、2008年）
- 最新クラゲ図鑑（共著、誠文堂新光社、2013年）

句集
- むつごろう（芙蓉俳句会、2001年）
- 出航（文學の森、2008年）
- 超新撰21（共著、邑書林、2010年）